# Bufonaria
Genre
Bufonaria est un genre de mollusques de la classe des gastéropodes.

## Liste d'espèces
Selon World Register of Marine Species (13 décembre 2014) :
- Bufonaria cavitensis (Reeve, 1844)
- Bufonaria cristinae Parth, 1989
- Bufonaria crumena (Lamarck, 1816)
- Bufonaria echinata (Link, 1807)
- Bufonaria elegans (G. B. Sowerby II, 1836)
- Bufonaria foliata (Broderip, 1826)
- Bufonaria granosa (Martin, 1884)
- Bufonaria margaritula (Deshayes, 1832)
- Bufonaria perelegans Beu, 1987
- Bufonaria rana (Linnaeus, 1758)
- Bufonaria thersites (Redfield, 1846)

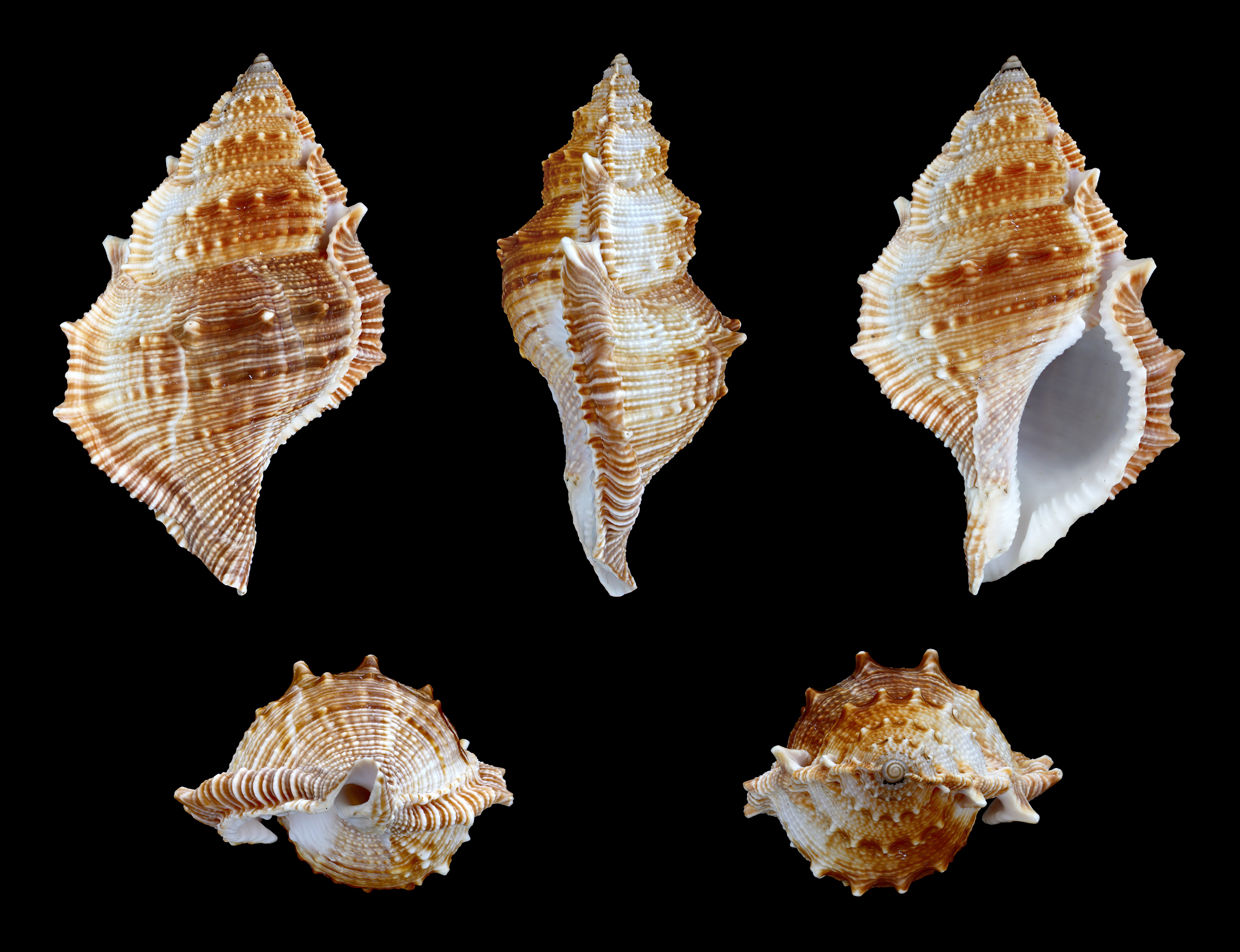
Bufonaria cristinae
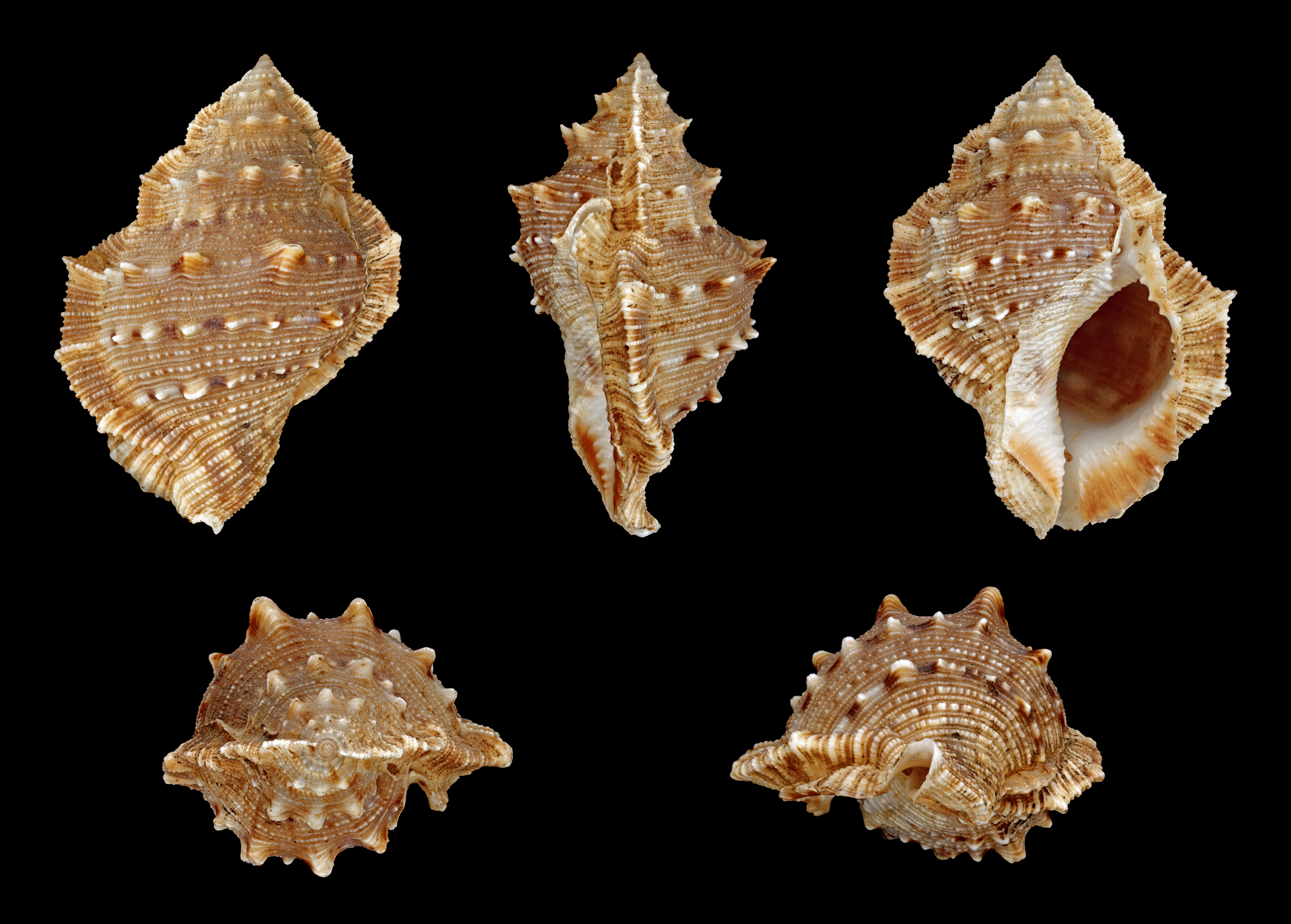
Bufonaria crumena
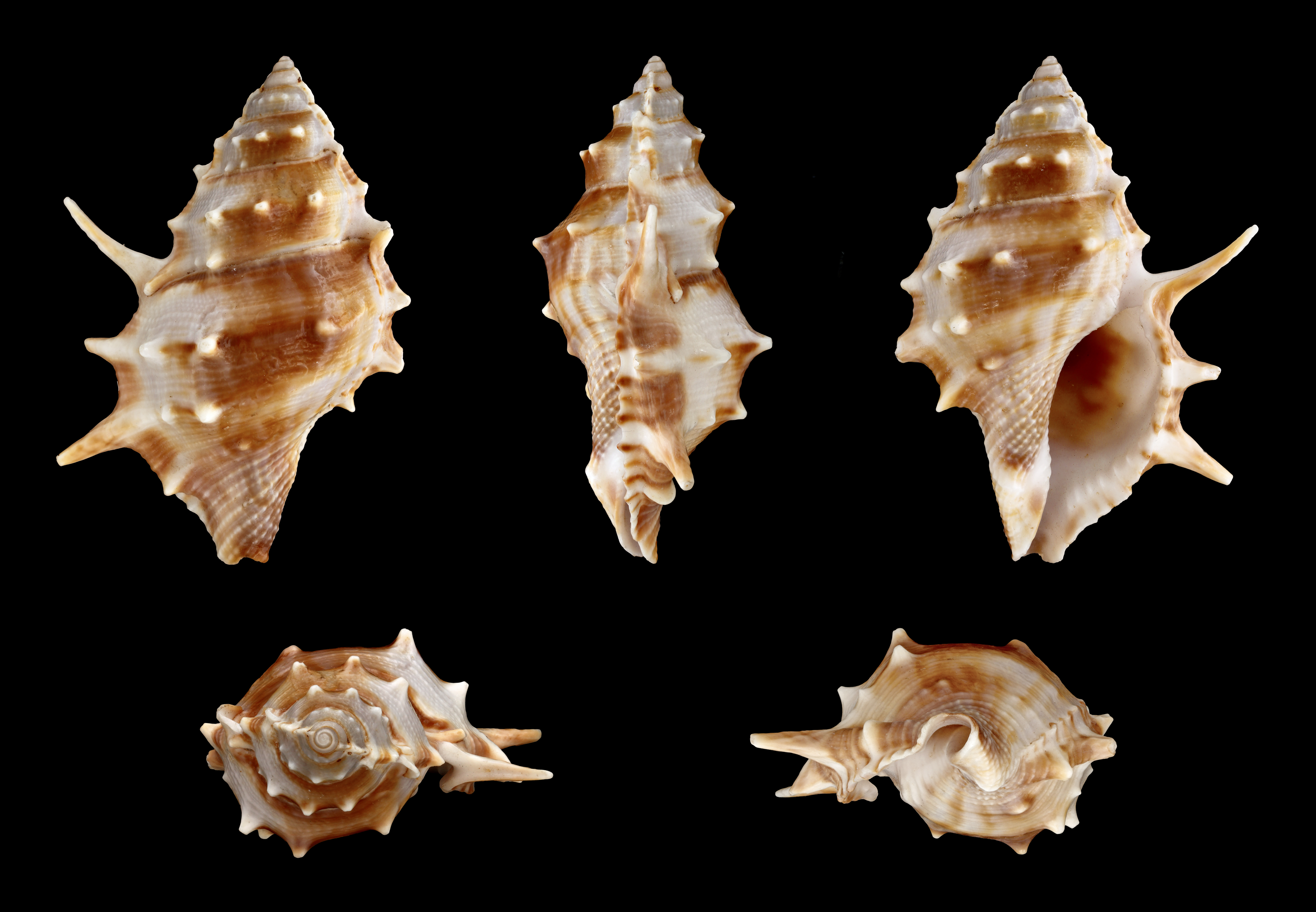
Bufonaria echinata
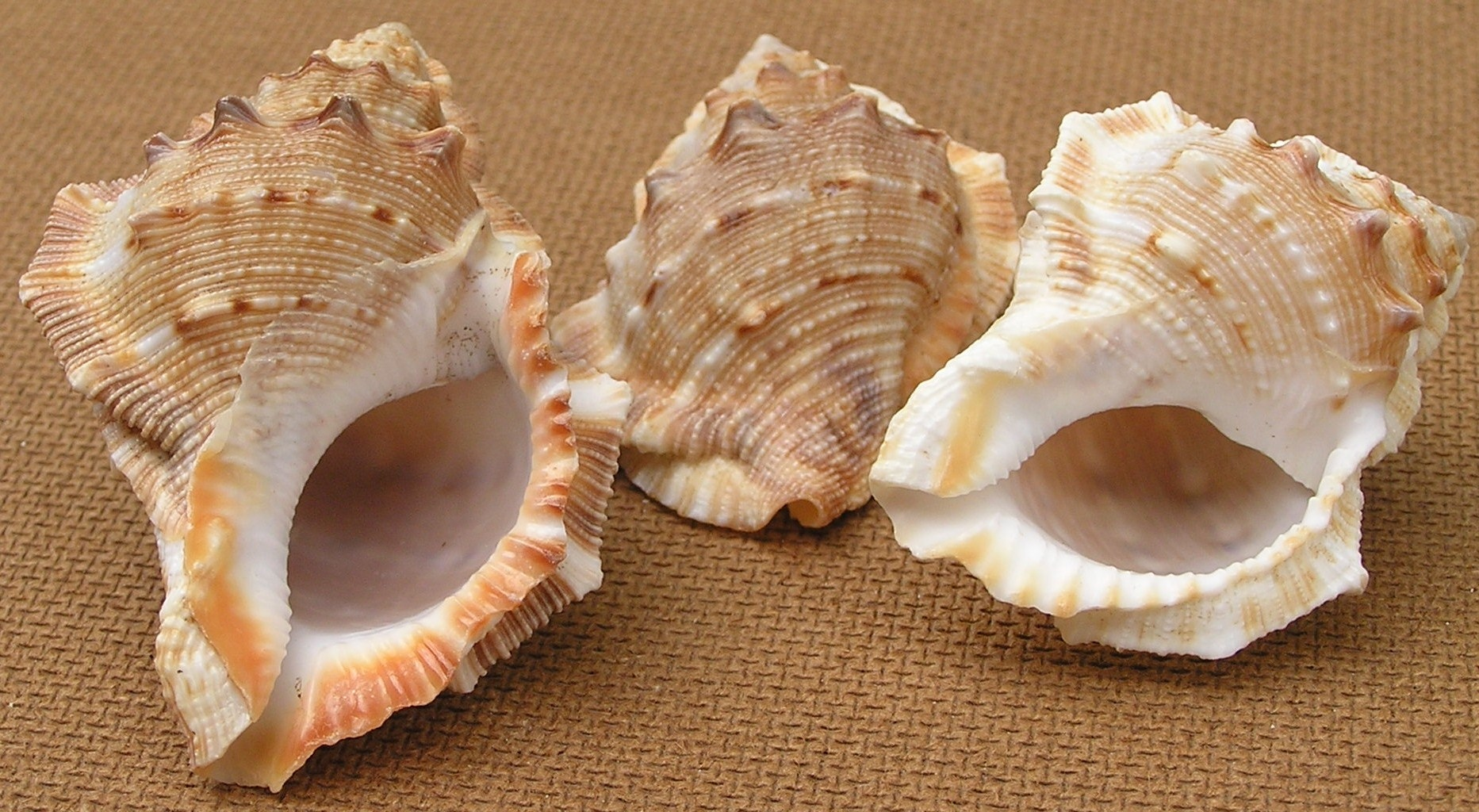
Bufonaria foliata
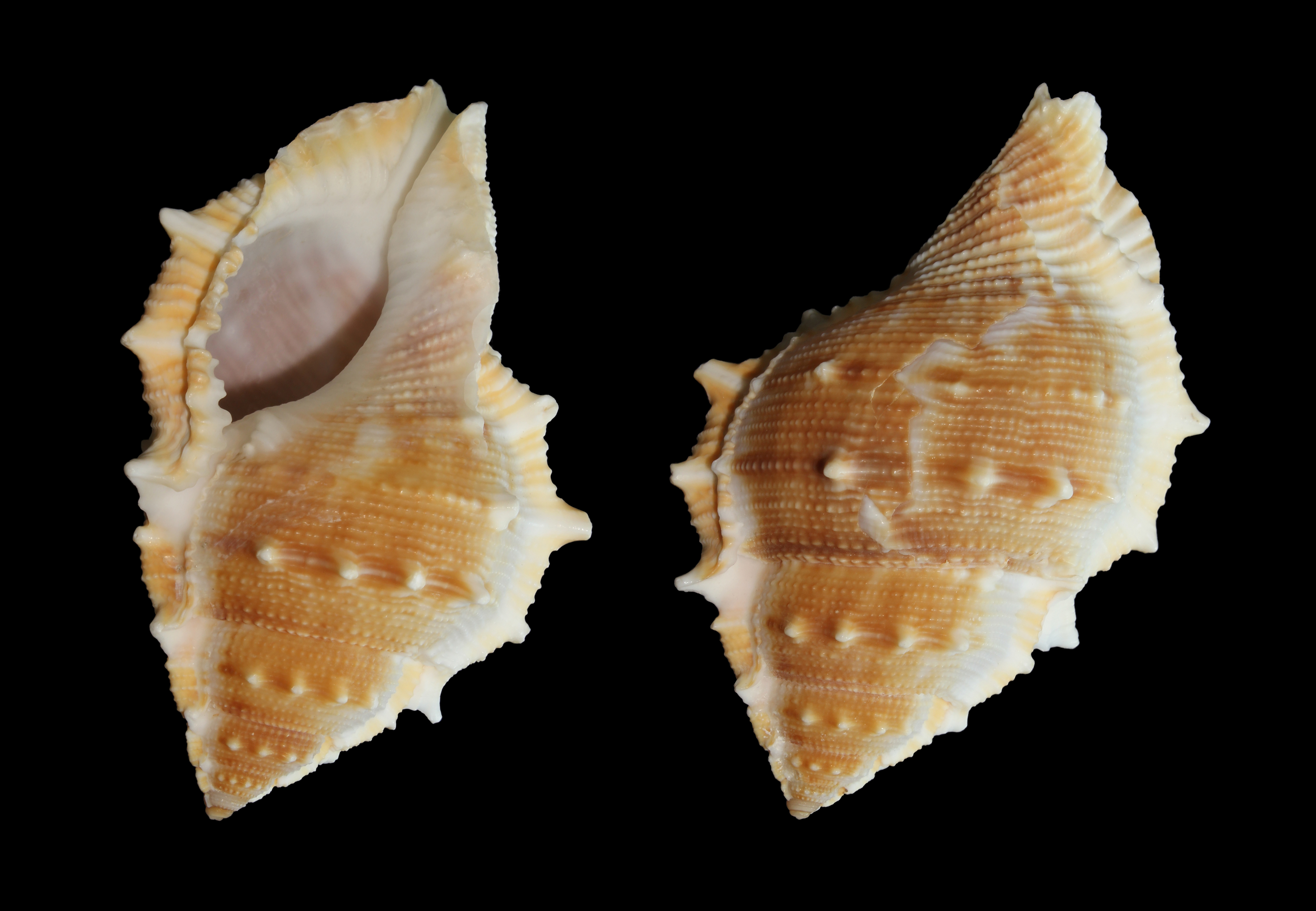
Bufonaria perelegans
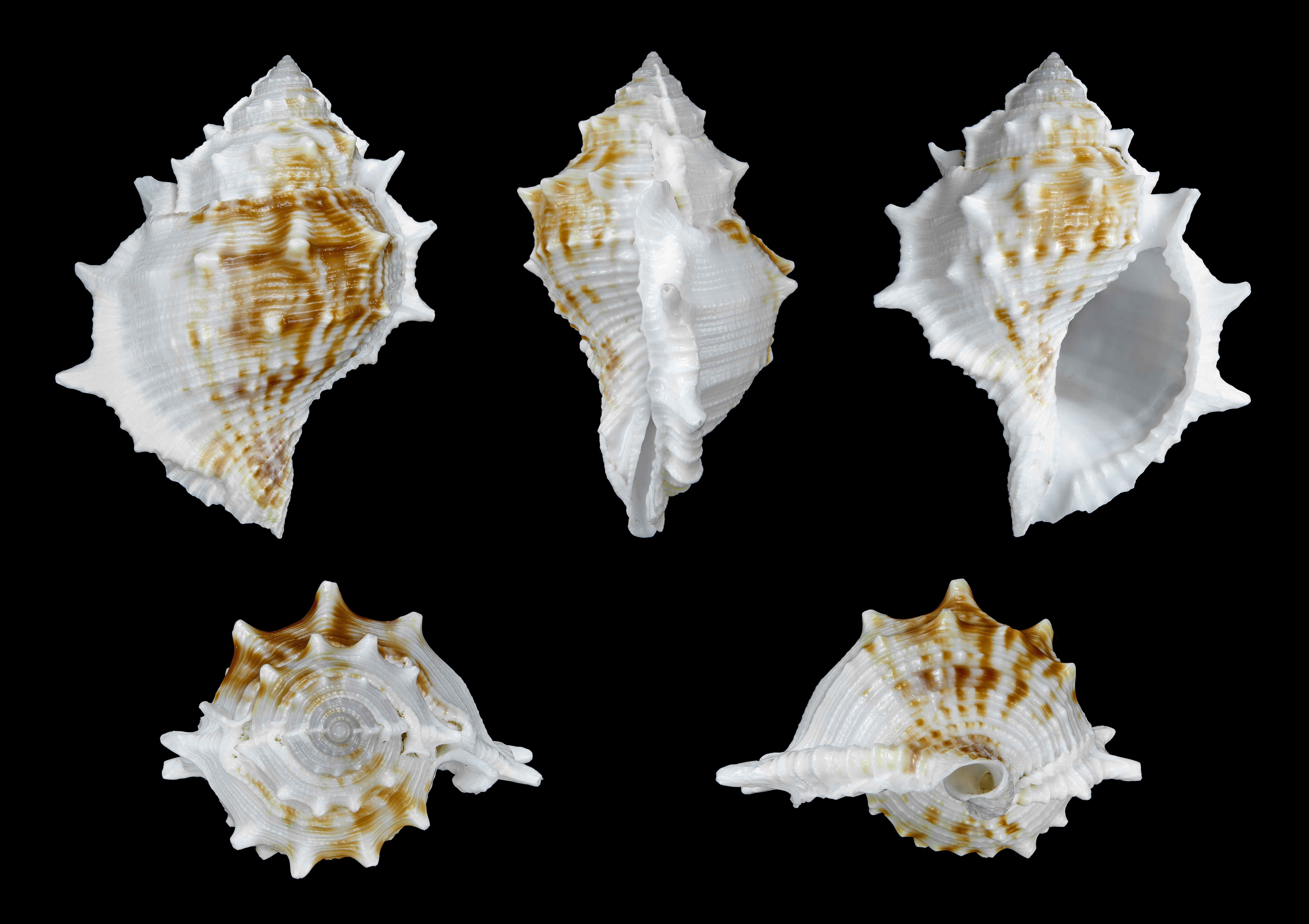
Bufonaria rana